# Agnes von Schlesien-Liegnitz

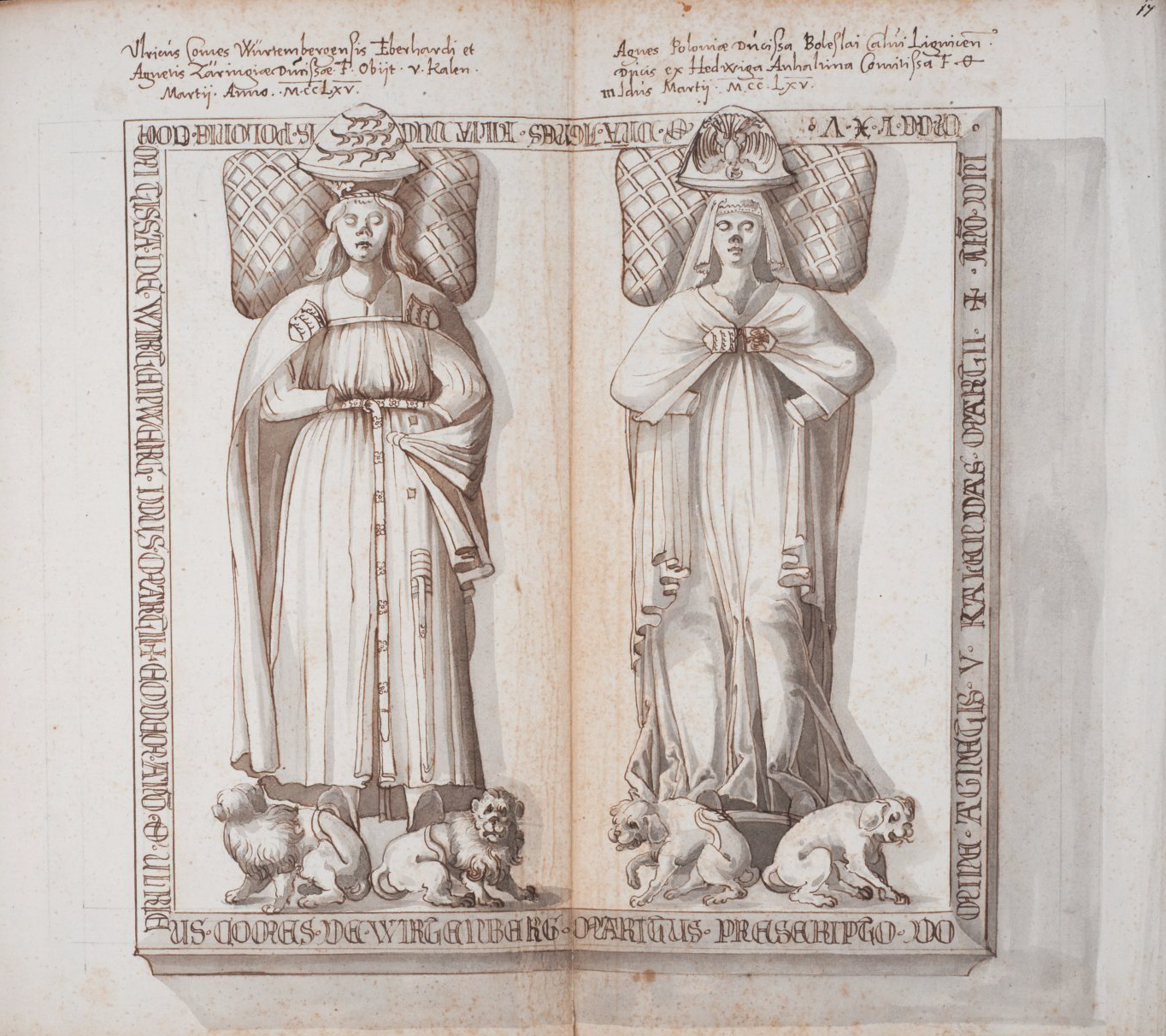
Ulrich I. (links) und Agnes (rechts), Zeichnung der Doppeltumba in der Stuttgarter Stiftskirche aus der Handschrift Memoriae posteritatique inclytae domus Wirtembergicae sacrum von 1583

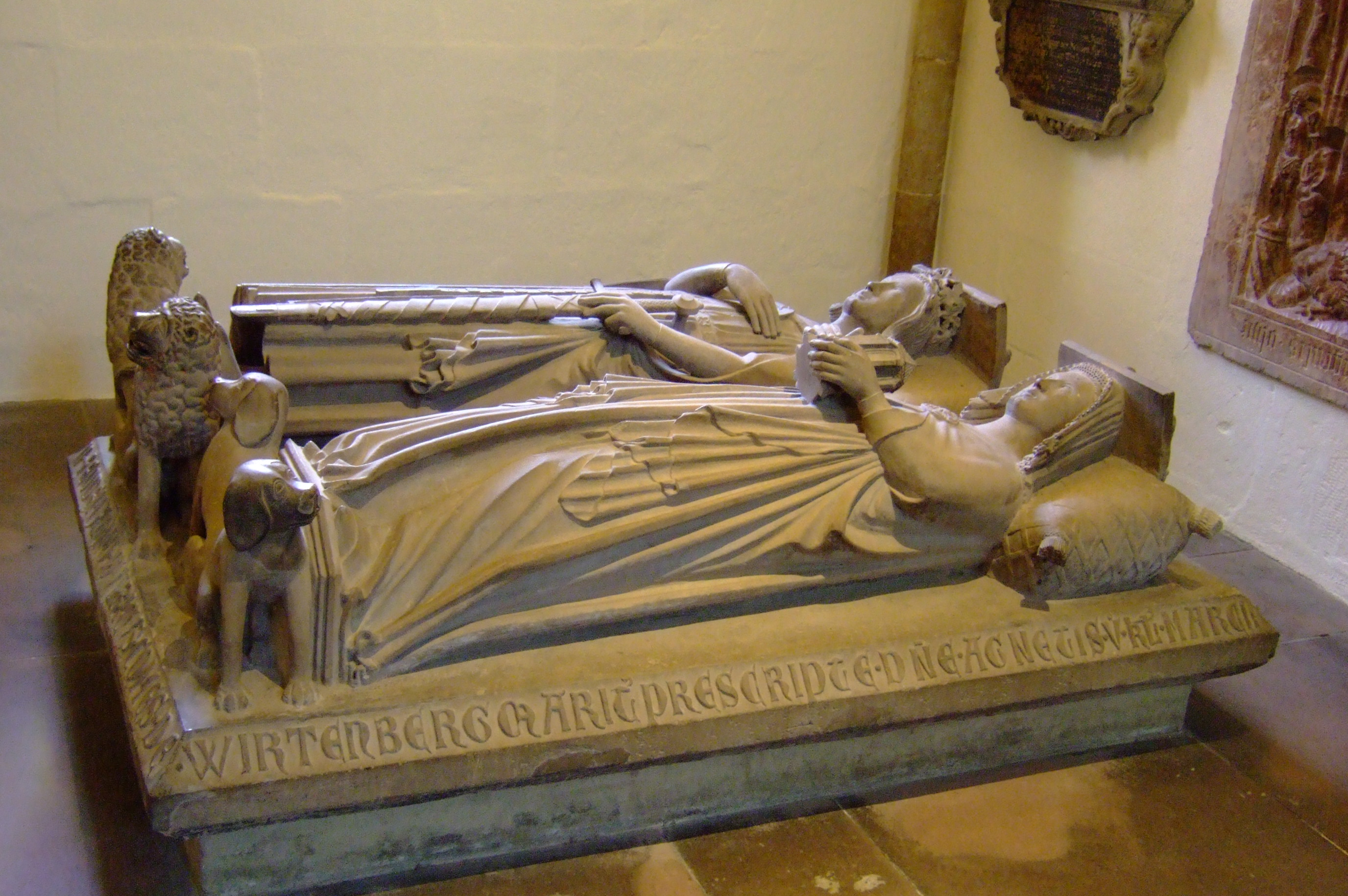
Doppeltumba in der Stuttgarter Stiftskirche

Agnes von Schlesien-Liegnitz (* nach 1242 in Breslau, Herzogtum Schlesien; † 13. März 1265) war ab 1248 Herzogin von Liegnitz und durch Heirat Gräfin von Württemberg.

## Leben
Agnes entstammte dem Liegnitzer Zweig der Schlesischen Piasten. Sie war die älteste Tochter des Herzogs Boleslaw II. und der Hedwig († 1259), Tochter des Grafen Heinrich von Anhalt.
Nach 1259 heiratete Agnes den württembergischen Grafen Ulrich I. (Ulrich der Stifter), dessen erste Frau Mechthild von Baden zuvor (wahrscheinlich 1258) verstorben war. Vermutlich starb Agnes bei der Geburt ihres einzigen Sohnes, des späteren Grafen Eberhard I. (Eberhard der Erlauchte). Begraben wurde sie in der Stiftskirche Beutelsbach; ihre Gebeine wurden vermutlich im Jahr 1321 in die Stuttgarter Stiftskirche überführt.
Agnes war die Enkelin Herzogs Heinrich II. von Schlesien, dem „Frommen“, sowie Urenkelin der später heiliggesprochenen Hedwig von Andechs, die mit Heinrich I. von Schlesien dem „Bärtigen“ verheiratet war.